# Culex toviiensis
Culex toviiensis är en tvåvingeart som beskrevs av Klein, Riviere och Sechan 1983. Culex toviiensis ingår i släktet Culex och familjen stickmyggor. Inga underarter finns listade i Catalogue of Life.